# Laura Barney Harding
Laura Barney Harding (2 de junio de 1902 – 9 de agosto de 1994) fue una socialité estadounidense. Fue amiga de Katharine Hepburn, con quien convivió al principio de su carrera, en Franklin Canyon Park.

## Primeros años
Laura Barney Harding nació el 2 de junio de 1902.Era hija de  James Horacio Harding y Dorothea Barney. Vivió en una casa familiar en South Rittenhouse Square hasta 1916 y creció en una casa de la Quinta Avenida, Ciudad de Nueva York. Su madre fue la nieta de Jay Cooke e hija de Charles D. Barney. Su hermano era William Barclay Harding (1907–1967), presidente del consorcio de Smith, Barney y Co. Debutó a los 18 años en el año 1920, en el Plaza Hotel, acompañada por Wilmarth Sheldon Lewis.
En 1921 Harding estuvo invitada a un evento auspiciado por Anne Harriman Vanderbilt, confirmando su posición entre la alta sociedad americana. La hermana de Harding, Cammie, se casó con el jugador de polo Lorillard Suffern Tailer.
Harding asistió a la Miss Porter School pero no fue a  la universidad. En 1967, la universidad Monmouth otorgó a Harding el grado de doctor honorario en humanismo y letras.

## Carrera
En verano 1929, Harding empezó a trabajar con el Berkshire Jugadores en Stockbridge, Nueva York, actuando W. Somerset Maugham Caroline. El reparto incluyó a un joven James Cagney y Jane Wyatt. En otoño, se unió a la Liga Dramática de Chicago, actuando en Trueno en el Aire. Después de que la prensa escribió "una heredera de una de de millones de dólares" trabajaba con la compañía, deje. "No quiero cualquier publicidad," diga que "quiero mi trabajo para ser juzgado encima nada pero mérito. Sencillamente no tendré las personas venidas a stare en mí porque han descubierto quién soy." Regrese al Berkshire Jugadores, donde se amiste con Hepburn.